# Māhūr-e Chāh Gandalī
Māhūr-e Chāh Gandalī är en ort i Iran.   Den ligger i provinsen Khuzestan, i den centrala delen av landet, 500 km sydväst om huvudstaden Teheran. Māhūr-e Chāh Gandalī ligger 250 meter över havet och antalet invånare är 130.
Terrängen runt Māhūr-e Chāh Gandalī är varierad. Runt Māhūr-e Chāh Gandalī är det ganska glesbefolkat, med 48 invånare per kvadratkilometer. Närmaste större samhälle är Masjed Soleymān, 19,4 km sydost om Māhūr-e Chāh Gandalī. Omgivningarna runt Māhūr-e Chāh Gandalī är i huvudsak ett öppet busklandskap.